# Alexandreia
Alexandreia (in greco Αλεξάνδρεια?) è un comune della Grecia situato nella periferia della Macedonia Centrale (unità periferica di Emazia) con 42777 abitanti secondo i dati del censimento 2001.
A seguito della riforma amministrativa detta Programma Callicrate in vigore dal gennaio 2011 che ha abolito le prefetture e accorpato numerosi comuni, la superficie del comune è ora di 479 km² e la popolazione è passata da 19283 a 42777 abitanti.